# 코리아 패싱
코리아 패싱(Korea passing, 문화어: 남조선 소외)은 2017년부터 고조된 조선민주주의인민공화국 위기에 대한 논의 과정에서 대한민국이 주변국을 비롯한 국제사회에서 소외되는 현상을 일컫는 신조어이다.

## 유래 및 사용
2017년 19대 대선 TV 토론에서 바른정당 소속 유승민 후보의 '한국이 외교무대에서 소외당하고 홀대당하고 있다'는 주장과 함께 언급되면서 이슈가 되었다. 해당 용어의 어원은 1998년 빌 클린턴 당시 미국 대통령이 일본은 방문하지 않고 곧장 중국만 방문하고 돌아간 상황을 일본 언론들이 국제무대에서 일본이 소외되는 것이라며 재팬 패싱(Japan passing)이라고 칭한 데에서 유래했다. 2017년 초, 코리아 패싱은 대한민국이 처한 현실에 빗대어 외교안보 키워드로 떠올랐다.
용어에 관해서, 패싱(passing)이라는 것은 일본식 영어라 올바른 영어 표현은 콜드-숄더(cold-shoulder)가 맞다는 지적이 있으며, 각국 정부 차원에서도 사용되지 않는 '콩글리시'에 가깝다는 지적도 있다. 그러나 월스트리트 저널, 워싱턴 포스트, 폭스 뉴스 등 미국 주요 언론에서는 대한민국의 상황을 빗댄 신조어라고 소개되었다.
이와 상반되는 용어로는 문재인 정부에서 외교 정책 방향으로 추진하는 한반도 운전자론이 있으며, 이는 남북관계를 바탕으로 한 북미 중재자 역할이 핵심이다.

## 문재인 정부

### 미국의 외면 논란

#### 대북제재와 사드 관련 한미 마찰
2017년 1월 20일 미국에서는 강력한 대북 제재와 대화를 동시에 추진하는 도널드 트럼프 정부가 들어섰다. 한국에서는 3월 10일 박근혜 대통령이 탄핵되고, 대한민국의 대통령 선거에서 북측에 상대적으로 우호적인 문재인 후보가 승리할 가능성이 높아지자, 트럼프 정부는 새로 들어설 정부가 이 같은 초강력 대북 제재에 소극적일 것을 우려하였다. 트럼프 사드 비용 청구 발언에 대하여 대선 후보간에 상반된 이견이 존재하였기에, 미국의 우려가 현실화된다면 미국이 한국을 뺀 채 한반도 문제에 강력 대처하는 '코리아 패싱'이 발생할 수 있다는 시각이 존재하였다.

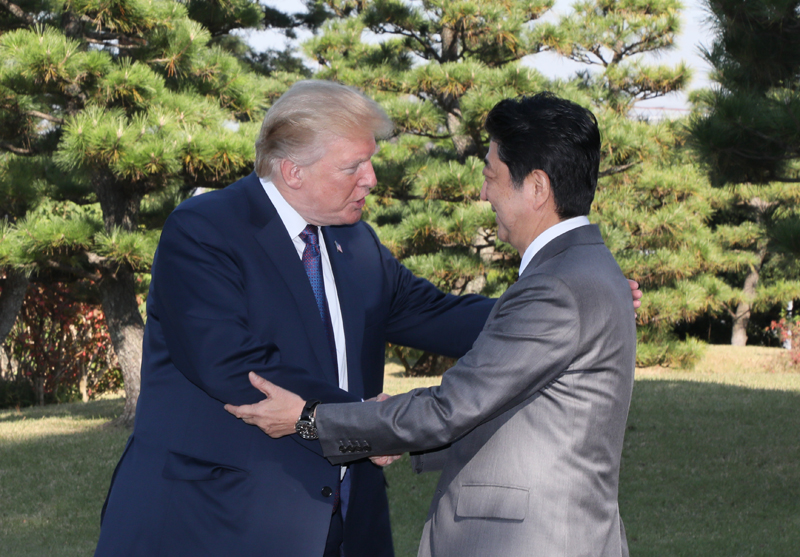
도널드 트럼프 미국 대통령과 아베 신조 일본 총리

2017년 4월, 조선민주주의인민공화국이 탄도 미사일을 여러차례 발사하고, 9월 3일에 6차 핵실험을 감행하면서 한반도의 긴장이 고조되었다. 이에 트럼프 정부는 대북 제재와 압박을 강화하였다. 비슷한 시기 새로 출범한 문재인 정부는 조선민주주의인민공화국의 체제 안전을 보장하고, 개성공단 재가동과 금강산 관광 재개 등 대북 경제 협력 강화를 추진해 엇박자를 냈다. 이와 관련해 한미 간에 갈등이 본격적으로 부상하였다.
조선민주주의인민공화국이 탄도 미사일을 발사한 직후, 도널드 트럼프 미국 대통령과 아베 신조 일본 총리가 통화를 했지만 문재인 대통령과는 아무런 연락이 없었다는 점도 코리아 패싱 논란을 가중시켰다. 자유한국당, 바른정당, 국민의당 등 야권은 코리아 패싱과 문재인 패싱을 지적하며, 문재인 정부의 대북정책과 안보의식에 대한 문제를 제기하였다.
한편으로 문재인 대통령이 대한민국 내 사드(THAAD, 고고도 미사일 방어 체계) 배치 과정의 투명성에 의문을 제기하자, 미국 국방부가 이에 반박하는 등 사드 배치 관련 갈등도 불거졌다.

#### 미국 측 반응
미국의 주요 일간지 뉴욕 타임스는 문재인이 9월 21일 미국 뉴욕에서 열리는 한미일 정상회담에서 대북정책 견해 차이로 소외(odd man out) 당할 것이라고 해 해당 논란을 부추겼다.
대한민국 내 이같은 우려에 트럼프 대통령은 11월 7일 방한 후 문재인 대통령과 공동 기자회견에서 "한국은 굉장히 중요한 국가"라면서 "건너뛰는 일은 없을 것"이라고 하여 코리아 패싱 논란을 불식시켰다. 이에 일부 보수 야당은 트럼프의 말은 형식적인 외교적 수사로, 실질적인 공동합의문이 아닌 이상 코리아 패싱 논쟁은 쉽게 끝나지 않을 것이라는 입장을 냈다. 한미 정상회담 직후, 트럼프 미국 대통령은 문재인 대통령의 조선민주주의인민공화국 문제 해결을 위한 많은 협력을 치하하고 여러 진전이 있었다고 하였으나, 미국의 월스트리트 저널에서는 최근의 개성공단 재가동 고려와 중국의 사드 압박의 대응에 대해서 "믿기 어려운 친구(unreliable friend)"로 지칭하며, 미국 내 여전히 존재하는 문재인 정부에 대한 부정적인 이면을 반영하였다.
워터게이트 사건의 특종 기자였던 밥 우드워드가 트럼프 대통령에 대해 취재한 것을 출간한 책인 《공포: 백악관의 트럼프》에 의하면, 트럼프가 문재인을 단정적으로 싫어한다고 밝히고 있다. 또한 "트럼프가 북한 같은 적국보다 동맹인 한국에 더 화를 낸다”며 참모들이 우려했다는 사실도 언급되었다.

#### 북미 정상회담 추진 중 한미 갈등 논란

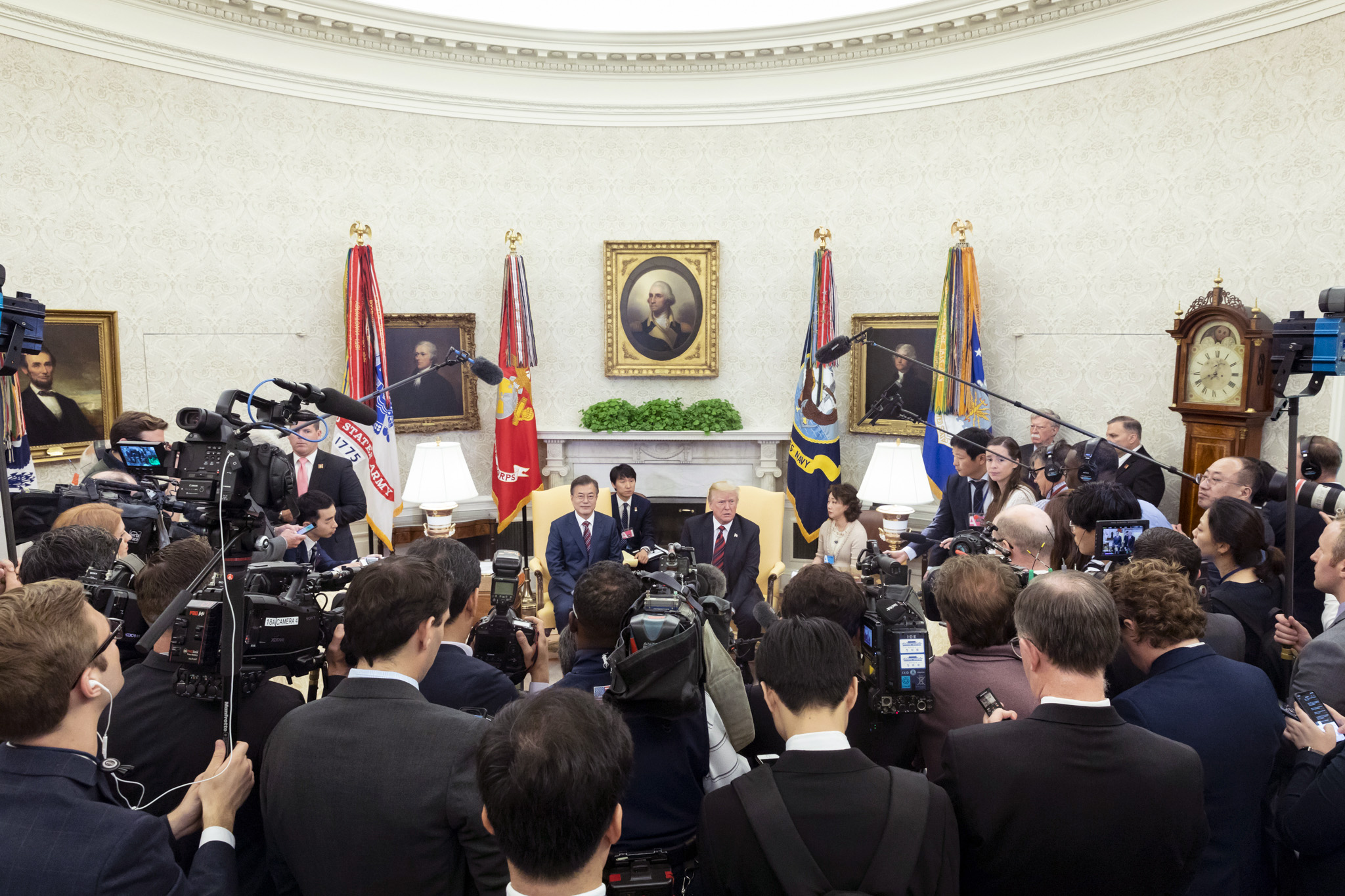
외교 결례 논란이 불거진 2018년 5월 22일 한미 정상회담

2018년 5월 19일 트럼프는 문재인의 방미 직전에 문재인에게 전화를 걸어, 조선민주주의인민공화국의 비핵화와 관련해 "왜 당신이 내게 했던 개인적인 장담과 조선민주주의인민공화국 측 얘기가 다른지" 물으며 불편한 심기를 드러냈다.
그 직후인 22일 트럼프는 한미 정상회담 차 문재인을 만난 자리에서도 굳은 표정으로 일관하였다. 또한 트럼프는 기존의 단독 회담을 일방적으로 축소하고 자신이 대부분 기자회견을 갖는 원맨쇼를 펼쳐 논란이 되기도 하였다. 트럼프는 총 28차례 질문을 받으며 기자회견을 진행했으나, 문재인에게는 단 2차례 답변 기회가 주어졌다. 그나마 문재인의 마지막 답변도 트럼프가 "내가 예전에 들었던 얘기일 거라고 확신하기 때문에 통역을 들을 필요가 없다"라며 통역을 일방적으로 끊고 회담을 마무리 하여 외교 결례 논란까지 일었다.
한미 정상회담 직후인 24일 트럼프는 6월로 예정됐던 2018년 북미정상회담의 취소를 대한민국 측에 통보도 없이 발표하였고, 청와대는 취소 소식을 트위터 등을 통해 접한 후에야 상황 파악을 하는 사태가 벌어지기도 하였다.
이와 관련해 코리아 패싱 논란이 다시 불거졌다. 자유한국당 홍준표 대표는 코리아 패싱 우려를 언급하며, 북미정상회담의 성사 여부에서 문재인 정부는 배제됐으며 미국과 중국의 협상에 달렸다고 주장했다.
이후 트럼프는 다시 하루만에 북미간에 대화를 진행하고 있다고 발표하였다. 그 과정에서 뉴욕 타임스와 애틀랜틱 등의 미국 언론은 문재인 대통령이 전격적인 남북회담으로 다시 상황을 주도하기 위해서 나섰다고 지적하며, 북미정상회담의 전격 취소로 비운의 중재자가 되는 듯했던 문재인 대통령이 다시 김정은 위원장을 만나 포옹하는 장면을 만들어 냈다고 언급하였다.

### 중국의 외면 논란
문재인 정부 출범 이후 중국의 대한민국 외면 논란도 불거졌다.

#### 사드 배치 관련 한중 간 갈등
문재인 대통령이 사드 추가 배치를 결정한 후, 중국 왕이 외교부장은 문재인 정부의 결정은 양국관계에 찬물을 뿌린 것이라고 항의하였고, 시진핑 중국 국가 주석은 문재인에게 속았다며 서운함을 토로했다고 알려졌다. 냉랭한 관계가 지속되던 한중은 2017년 10월 31일 관계 정상화를 위한 '한·중 관계 개선 관련 양국 간 협의 결과'를 담은 공동문서를 발표하였다. 이 과정에서 중국 측은 한국 측이 사드 추가 배치, 미국 미사일 방어 체계(MD) 참여, 한·미·일 군사 협력 등 세 가지를 하지 않겠다는 이른바 3불(不)을 약속했다고 선전하여 대한민국 내 굴욕 외교 논란이 일었다. 중국은 사드 보복에 대한 유감 표시나 재발 방지는 명시적으로 밝히지 않았고 3불 약속을 지켜야 한중간 교류가 조속히 정상화될 수 있다는 점을 강조해 향후 이 문제가 불씨가 될 가능성을 남겼다.

#### 문재인 중국 국빈 방문 굴욕 논란

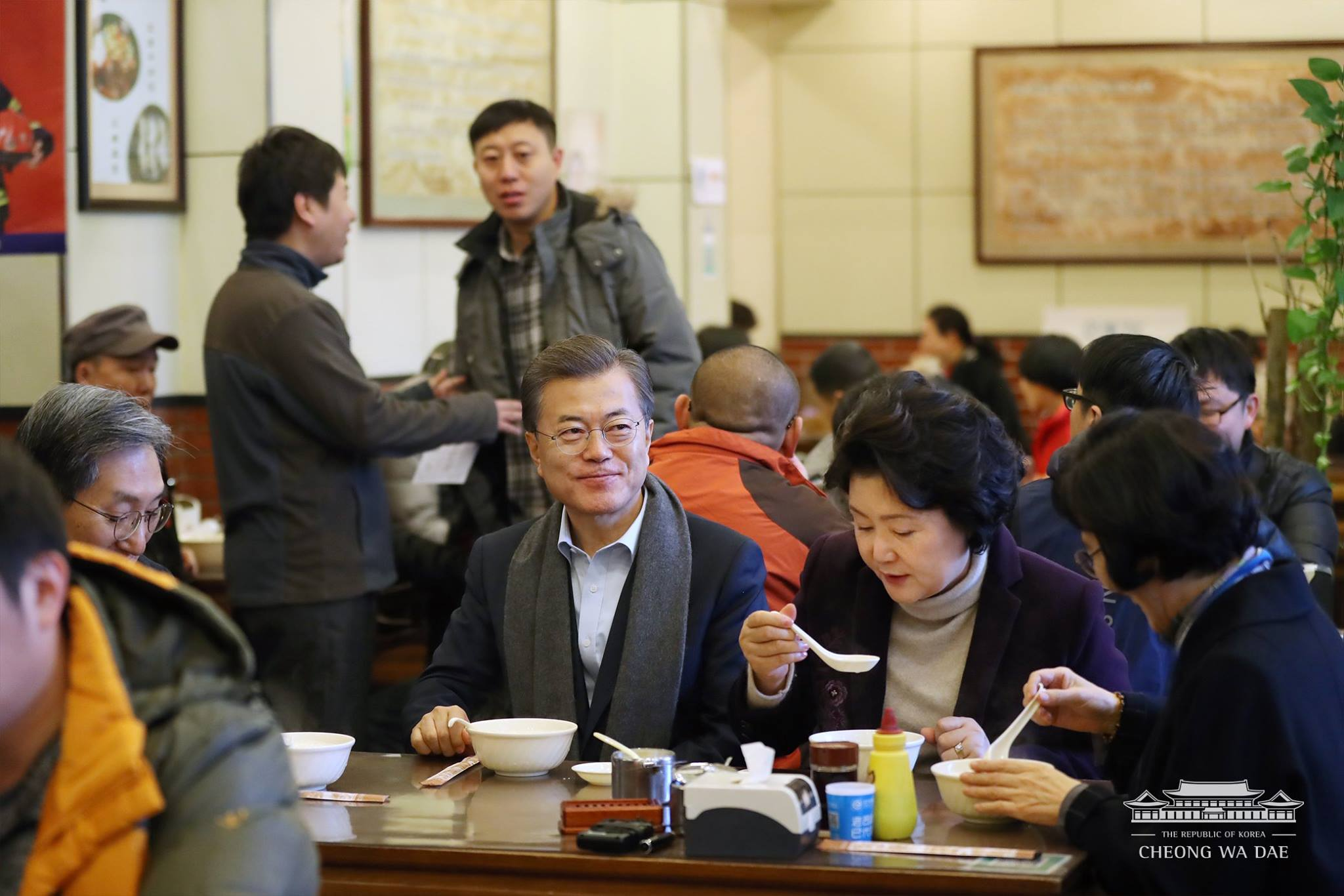
중국 측 동석자 없이 베이징의 한 음식점에서 오찬을 하는 문재인 대한민국 대통령

한중 간의 미봉된 갈등은 문재인 대통령이 중국 국빈 방문 과정에서 여러 가지 굴욕을 겪으며 그대로 드러났다. 중국 측의 계속된 압력과 이견 때문에, 이례적으로 정상회담 이후의 공동성명(joint statement)은 물론 이보다 급이 낮은 공동 언론 발표문(joint press statement)도 내지 못 했다.
게다가 리커창 등 중국 주요 인사들이 문재인과의 식사를 거부하여, 문재인은 중국 국빈 방문 기간 중 열 끼 중 여덟 끼를 중국 측 인사 동석 없이 혼자 먹는 수모를 겪었다. 청와대는 이같은 굴욕에 대한 야당의 비아냥에 "일정을 일부러 안 잡고 공부하려고 비워뒀다" “꼭 밥을 먹어야 의미가 있나” 등의 해명을 내놓았지만, 논란은 가시지 않았다.
뿐만 아니라, 중국을 국빈 방문 중인 문재인 대통령을 취재하던 한국 기자가 12월 14일 중국 측 경호원들에 둘러싸여 무차별 집단 구타를 당해 중상을 입고, 이를 뜯어말리던 청와대 춘추관 간부까지 폭행당한 사건이 발생하였다. 집단 폭행을 당한 이 기자는 오른쪽 눈두덩이가 심하게 붓고 양쪽 코피가 심하게 났으며, 어지럼증과 구토 증세를 호소하였다. 이에 국민의당 안철수 대표는 기자 집단 폭행으로 대한민국 국민의 자존심이 짓밟혔다고 지적하며, 강경화 외교장관의 경질을 요구하였다. 중국외교만행규탄시민행동, 자유총연맹, 바른사회시민회의 등 시민단체들도 중국 대사관 앞에서 항의 집회를 갖고, 문재인의 국빈 방문 굴욕은 "중국발 코리아 패싱"이라고 지적하며, 중국 정부의 재발 방지 약속과 사과를 요구하였다.

### 조선민주주의인민공화국의 외면 논란
문재인 정부 출범 후 대북정책 기조 변화로 조선민주주의인민공화국에 군사당국회담, 적십자회담, 2018년 평창 동계 올림픽 참가 요청 등을 지속적으로 제의하였으나, 조선민주주의인민공화국 측은 한동안 무응답으로 일관하여 논란이 되었다.
그러나 북측 최고지도자 김정은이 2018년 신년사에서 평창 올림픽 참가 의사를 내비친 후, 북한의 평창올림픽 참가가 급물살을 타게 되었다. 이후 2018년 4월 남북정상회담 성사로까지 남북 관계에 훈풍이 이어졌으나, 비핵화와 2018년 북미 정상회담의 실질적인 절차로 이어지는 과정에서 빚어진 갈등과 북측의 일방적인 남측 무시로 또다시 코리아 패싱 논란이 불거지기도 했다.
조선민주주의인민공화국 측은 한미 연합훈련인 '맥스 선더(Max Thunder)'를 강한 어조로 규탄하고, 탈북한 태영호 전 조선민주주의인민공화국 주 영국 공사가 북측에 대한 비판적인 언급을 이어간 것을 '천하의 인간쓰레기'라고 비난을 가하면서, 예정된 남북 고위급 회담을 일방적으로 취소하였다.

### 일본의 외면 논란
2019년 G20 오사카 정상회의에서 주최국 일본과 대한민국과의 정상회담이 무산되자, 코리아 패싱 논란이 불거졌다. 자유한국당 황교안 대표는 G20 정상회의에서 주요국 회담 스케줄조차 불투명한 상황을 지적하며, "G20 정상회의를 앞두고 각국 외교전쟁이 치열한데도 우리는 미북정상회담 성사에만 매달리느라 '코리아 패싱'을 자처하고 있다"고 문재인 정부를 비판하였다. 또한 바른미래당 손학규 대표 역시 G20 중 일본과의 정상회담이 무산된 것을 두고, "오락가락 문재인 정부 외교 행보에 국민 불안은 가중되고 있다"고 지적하면서 "코리아 패싱이 일어나서는 절대로 안 된다"고 강조하였다.

## 같이 보기
- 2017년 조선민주주의인민공화국 위기
- 2017년 조선민주주의인민공화국 미사일 발사
- 2017년 조선민주주의인민공화국 핵 실험
- 한반도 운전자론
- 북미 정상회담